# Bislett Games 2025
Bislett Games 2025, właśc. Oslo Bislett Games 2025 – 61. edycja międzynarodowego mityngu lekkoatletycznego, który odbył się w dniach 11–12 czerwca 2025 roku na Bislett Stadion w Oslo. Zawody były szóstą odsłoną znajdującej się w kalendarzu Diamentowej Ligi, cyklu najbardziej prestiżowych mityngów lekkoatletycznych, organizowanych pod egidą World Athletics w sezonie 2025.

## Program mityngu
Źródło: omegatiming.com.
| Godzina | Konkurencja |
| ------- | ----------- |
| 19:37   | Rzut młotem |

| Godzina | Konkurencja                |
| ------- | -------------------------- |
| 19:20   | Skok o tyczce              |
| 20:19   | Bieg na 800 m              |
| 20:41   | Trójskok                   |
| 20:42   | Bieg na 200 m              |
| 20:56   | Bieg na milę               |
| 21:14   | Bieg na 5000 m             |
| 21:53   | Bieg na 300 m przez płotki |

| Godzina | Konkurencja      |
| ------- | ---------------- |
| 20:36   | Bieg na 10 000 m |

| Godzina | Konkurencja                   |
| ------- | ----------------------------- |
| 19:15   | Trójskok                      |
| 19:53   | Rzut oszczepem                |
| 20:04   | Bieg na 400 m                 |
| 20:26   | Bieg na 3000 m z przeszkodami |
| 21:06   | Bieg na 100 m                 |
| 21:36   | Bieg na 400 m przez płotki    |

## Wyniki
| WR – rekord świata \| WL – najlepszy wynik na listach światowych w sezonie \| AR – rekord kontynentu \| NR – rekord kraju \| PB – rekord życiowy SB – najlepszy wynik w sezonie \| MR – rekord mityngu |

### Mężczyźni
| Konkurencja                | 1. miejsce        | Rezultat      | 2. miejsce          | Rezultat    | 3. miejsce        | Rezultat    |
| Bieg na 200 m              | Reynier Mena      | 20,20         | Timothé Mumenthaler | 20,27 PB    | Andre De Grasse   | 20,33       |
| Bieg na 800 m              | Emmanuel Wanyonyi | 1:42,78 SB    | Mohamed Attaoui     | 1:42,90 SB  | Djamel Sedjati    | 1:43,06 SB  |
| Bieg na milę               | Isaac Nader       | 3:48,25 EL NR | Cameron Myers       | 3:48,87     | Stefan Nillesen   | 3:49,02 PB  |
| Bieg na 5000 m             | Nico Young        | 12:45,27 PB   | Biniam Mehary       | 12:45,93 PB | Kuma Girma        | 12:46,41 PB |
| Bieg na 300 m przez płotki | Karsten Warholm   | 32,67 WB      | Rai Benjamin        | 33,22 PB    | Alison dos Santos | 33,38       |
| Skok o tyczce              | Armand Duplantis  | 6,15 MR       | Emanuil Karalis     | 5,82        | Kurtis Marschall  | 5,72        |
| Trójskok                   | Jordan Scott      | 17,34 PB      | Pedro Pichardo      | 17,06 SB    | Max Heß           | 16,96       |
| Rzut młotem                | Ethan Katzberg    | 80,19         | Mychajło Kochan     | 79,95       | Thomas Mardal     | 78,25 PB    |

### Kobiety
| Konkurencja                   | 1. miejsce         | Rezultat      | 2. miejsce               | Rezultat    | 3. miejsce        | Rezultat    |
| Bieg na 100 m                 | Julien Alfred      | 10,89 SB      | Marie-Josée Ta Lou-Smith | 11,00 SB    | Dina Asher-Smith  | 11,08 SB    |
| Bieg na 400 m                 | Isabella Whittaker | 49,58         | Henriette Jæger          | 49,62 EL NR | Amber Anning      | 50,24 SB    |
| Bieg na 10 000 m              | Yenawa Nbret       | 30:28,82 WL   | Miriam Chebet            | 30:32,90 SB | Chaltu Dida       | 30:33,86 SB |
| Bieg na 400 m przez płotki    | Dalilah Muhammad   | 53,34 SB      | Emma Zapletalová         | 54,44 SB    | Gianna Woodruff   | 54,45 SB    |
| Bieg na 3000 m z przeszkodami | Faith Cherotich    | 9:02,60 MR WL | Winfred Yavi             | 9:02,76 SB  | Marwa Bouzayani   | 9:06,84 SB  |
| Trójskok                      | Leyanis Pérez      | 14,72         | Shanieka Ricketts        | 14,57       | Jasmine Moore     | 14,41 SB    |
| Rzut oszczepem                | Haruka Kitaguchi   | 64,63 SB      | Adriana Vilagoš          | 63,78       | Jo-Ané du Plessis | 62,77 SB    |

## Rekordy
Podczas mityngu ustanowiono 10 krajowych rekordów w kategorii seniorów:
| Zawodnik                 | Reprezentacja   | Konkurencja                | Rezultat |
| ------------------------ | --------------- | -------------------------- | -------- |
| Andreas Kulseng          | Norwegia        | bieg na 300 m              | 32,19    |
| Isaac Nader              | Portugalia      | bieg na milę               | 3:48,25  |
| Robert Farken            | Niemcy          | bieg na milę               | 3:49,12  |
| Samuel Pihlström         | Szwecja         | bieg na milę               | 3:49,70  |
| Federico Riva            | Włochy          | bieg na milę               | 3:49,72  |
| Ruben Verheyden          | Belgia          | bieg na milę               | 3:50,67  |
| George Mills             | Wielka Brytania | bieg na 5000 m             | 12:46,59 |
| Dominic Lokinyomo Lobalu | Szwajcaria      | bieg na 5000 m             | 12:50,87 |
| Karsten Warholm          | Norwegia        | bieg na 300 m przez płotki | 32,67    |
| Henriette Jæger          | Norwegia        | bieg na 400 m              | 49,62    |